# Girardia anceps
Girardia anceps es una especie de gusano plano triclado o planaria dulceacuícola de la Familia Dugesiidae encontrada en ríos y arroyos de Argentina y Paraguay.

## Descripción
Estas planarias miden entre 9 a 15 mm de largo y de 0,9 a 1,5 mm de ancho.  La superficie dorsal del cuerpo es de color marrón amarillento, con manchas casi negras, y una línea media longitudinal más clara. Ventralmente el color es marrón claro uniforme, sin manchas.
La cabeza es triangular, con aurículas prominentes y puntiagudas, usualmente curvadas hacia arriba mientras reptan. Presenta un par de ocelos ubicados un poco por delante de la posición de las puntas de las aurículas. 
La boca ventral está situada por detrás de la mitad del cuerpo y por ella se puede ver emerger la faringe musculosa y despigmentada. El aparato digestivo puede observarse por transparencia en animales que se han alimentado recientemente y tiene una rama anterior que llega hasta los ocelos y dos ramas posteriores que llegan casi hasta el extremos posterior. Las tres ramas presentan divertículos laterales. El gonoporo está ubicado por detrás de la boca.

## Biología
Son animales hermafroditas, con un par de ovarios cercano a la cabeza y dos series laterales de testículos a lo largo del cuerpo.  Depositan cocones pedunculados de color marrón oscuro, que adhieren a la cara inferior de objetos sumergidos. Los cocones, como en otras especies del género, contienen varios embriones que tardan o o tres semanas en emerger.
En pruebas de laboratorio se alimentaron principalmente de oligoquetos acuáticos y larvas de quironómidos y simúlidos y muy rara vez de  anfípodos, gasterópodos o élmidos adultos, aun cuando estuvieran heridos o muertos. Han sido propuestos como controladores biológicos de mosquitos como Aedes aegypti y Culex pipiens.

## Distribución y hábitat
Habita cursos de agua dulce en América del Sur, desde Paraguay hasta el sur de la provincia de Buenos Aires en Argentina (arroyo Napostá Grande). Se la encuentra mayormente debajo de piedras y otros objetos sumergidos que no estén hundidos en el sedimento.